# جواز سفر أوزبكي
جواز السفر الأوزبكي هو وثيقة سفر يصدر لمواطني أوزبكستان للاستخدام الداخلي والرحلات الدولية. يتم إصدار جواز السفر العادي للشخص ذو 16 عاما فما فوق، ويجب استبداله كل 10 سنوات.
يحتوي جواز السفر على 48 صفحة. وأضيف في الجواز صور معالم أوزبكستان التاريخية والنجمة الثمانية. يطبع الجواز باللغتين الأوزبكية والإنجليزية.
منذ عام 2010 تحولت أوزبكستان تدريجياً إلى جواز السفر الأخضر الإلكتروني. أصبحت جوازات السفر القديمة (غير الإلكترونية) باطلة منذ بداية عام 2016 دوليًا وداخل الدولة حتى عام 2018. في 1 يناير 2019 بدأ إصدار جوازات السفر الحالية ذات اللون العنابي. كان جواز السفر الأخضر الإلكتروني صالح للسفر الدولي حتى 31 ديسمبر 2020. وهو صالح داخل الدولة حتى انتهاء صلاحيته.

## متطلبات التأشيرة
اعتبارًا من 5 يناير 2021 كانت بإمكان مواطنو أوزبكستان دخول 25 دولة بدون تأشيرة و33 دولة بتأشيرة عند الوصول، مما جعل جواز سفر أوزبكستان في المرتبة 91 من حيث حرية السفر وفقًا مؤشر هينلي لجوازات السفر.

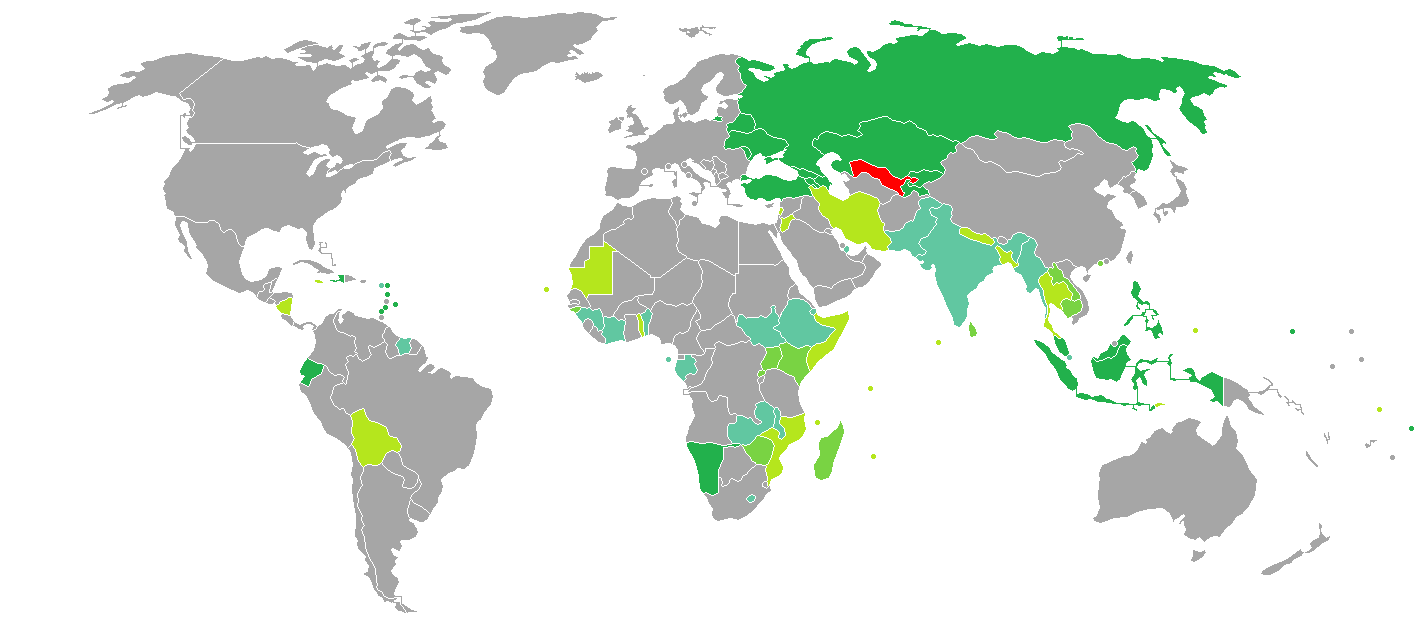
البلدان والأقاليم التي لا تفرض تأشيرة أو تطلب تأشيرة دخول عند الوصول للجهة، لحاملي جوازات السفر الاوزبكية العادية.